# Linia Cantliego

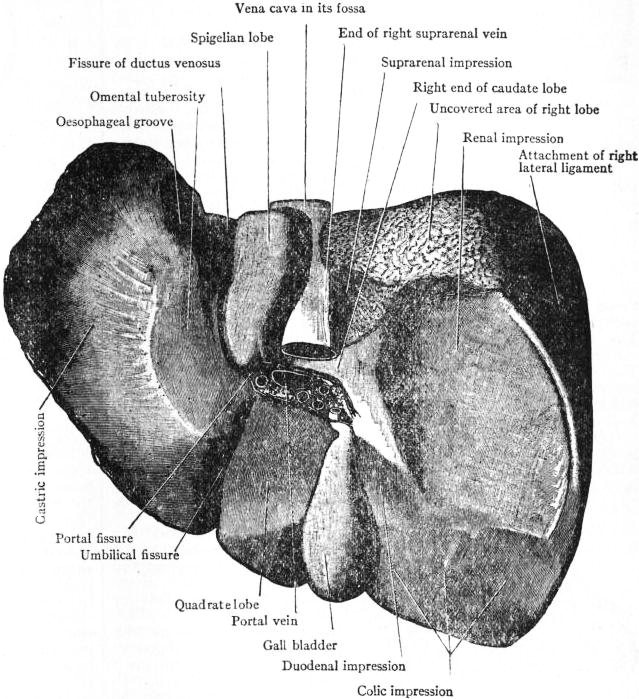
tylna powierzchnia wątroby z uwidocznioną (u góry) żyłą główną dolną i (u dołu) pęcherzykiem żółciowym

Linia Canliego to umowna linia, która dzieli wątrobę na prawy i lewy płat– nie pokrywa się z podziałem anatomicznym (na podstawie więzadeł). Przebiega ona od pęcherzyka żółciowego do żyły głównej dolnej. 
Ważna w kontekście chirurgii wątroby, ponieważ wyznacza granicę między dwoma głównymi obszarami, z których każdy jest zaopatrywany przez własne gałęzie naczyń (gałęzie żyły wrotnej i tętnicy wątrobowe) i przewodów żółciowych (przewody wątrobowe). Zmiany w położeniu lub kształcie linii Cantliego mogą sugerować obecność patologii w wątrobie (np. guz, marskość).